# آلن دریوری
آلن استوارت دریوری (به انگلیسی: Allen Stuart Drury) (زاده ۲ سپتامبر ۱۹۱۸ – درگذشته ۲ سپتامبر ۱۹۹۸) رمان‌نویس و روزنامه‌نگار آمریکایی بود که برنده جایزه پولیتزر برای داستان در سال ۱۹۶۰ شد.

## کتابشناسی
- نصیحت و رضایت